# 刘学云
刘学云（1947年—），安徽砀山人，汉族，中华人民共和国政治人物、第十一届全国人民代表大会解放军代表。
毕业于中央党校政治法律专业，是中共党员。担任全军保密委办公室主任。2008年起担任全国人大代表。